# Орган Харьковской филармонии
Орган «Ригер-Клосс» (ор.3554) — орган, находящийся в Харьковской областной филармонии.

## История
В 1986 году в помещении Успенского Собора Харькова был открыт Дом Органной и Камерной Музыки Харьковской филармонии. Чехословацкие специалисты органостроительной фирмы «Rieger-Kloss» установили духовой орган (op. 3554) с 3 мануалами, педалью и 3554 трубами. С 1 декабря 1986 года (первый публичный концерт) в ДОиКМ Харьковской филармонии проходят органные концерты известных харьковских исполнителей и гастроли мастеров органной и камерной музыки из Австрии, Германии, Италии, Польши, Франции, Чехии, Швеции, Японии и др. стран, исполняются вокально-органные, литературно-органные, хоровые концерты.
В 2009 году глава Харьковской областной государственной администрации А. Б. Аваков подписал решение о передаче Успенского Собора в ведение Харьковской епархии Украинской Православной Церкви. Планировалось, что до 2010 года в Соборе параллельно по согласованному графику будут проходить концерты органной музыки и церковные службы. В начале 2009 года был подписан контракт на строительство нового органа «Alexander Schuke» (4 мануала, 72 регистра) в новом строящемся филармоническом комплексе, где с 2010 года должен был разместиться Органный Зал Харьковской филармонии. После открытия нового филармонического комплекса Успенский Собор полностью перейдет в ведение Епархии. Однако, до сих пор в Соборе проходят как концерты органной музыки, так и другие мероприятия Харьковской филармонии.

## Состав регистров органа «Ригер-Клосс» (ор.3554)
| Pedal                | Hauptwerk             | Oberwerk                       | Swellwerk                |
| -------------------- | --------------------- | ------------------------------ | ------------------------ |
| 2. Principal 16'     | 16. Principal 16'     | 31. Principal 8'               | 46. Bourdon 16' (trnsm.) |
| 3. Subbass 16'       | 17. Principal 8'      | 32. Gedakt 8'                  | 47. Koppel-flote 8'      |
| 4. Bourdon 16'       | 18. Rohr-flote 8'     | 33. Quintadena 8'              | 48. Salicional 8'        |
| 5. Quinta 10 2/3'    | 19. Spitz-gamba 8'    | 34. Principal 4'               | 49. Schwebung 8'         |
| 6. Oktave 8'         | 20. Oktave 4'         | 35. Gedackt-flote 4'           | 50. Principal 4'         |
| 7. Bass-flote 8'     | 21. Koppel-flote 4'   | 36. Quinta 2 2/3'              | 51. Flute harmonique 4’  |
| 8. Superoktave 4'    | 22. Superoktave 2'    | 37. Oktave 2'                  | 52. Nasard 2 2/3'        |
| 9. Choralflöte 4'+2' | 23. Kornett 5 fach 8' | 38. Quinta 1 1/3'              | 53. Quaflöte 2'          |
| 10. Mixtur 2 2/3'    | 24. Mixtur 4 fach 2'  | 39. Terz-septa 1 1/3' + 1 1/7' | 54.Terz 1 3/5'           |
| 11. Posaune 16'      | 25. Scharff 5 fach 1' | 40.Mixtur 6 fach 1'            | 55. Flautino 1'          |
| 12. Trompette 8'     | 26. Trompette 8'      | 41. Regal 16'                  | 56. Mixtur 5 fach 1 1/3' |
|                      |                       | 42. Krummhorn 8'               | 57. Oboe 8'              |
|                      |                       |                                | 58. Vox humana 8'        |
|                      |                       |                                | 59. Clairon 4'           |